# Національний університет «Полтавська політехніка імені Юрія Кондратюка»
Національний університет «Полтавська політехніка імені Юрія Кондратюка» (до 2 серпня 2019 — Полтавський національний технічний університет імені Юрія Кондратюка, ПолтНТУ) —  заклад вищої освіти в Україні.

## Історія

### Рання історія
Центральний корпус університету — пам'ятка архітектури першої половини 19 століття (класичний стиль) — є складовою частиною ампірного ансамблю Полтави, споруджений у 1828—1832 роках за проектом петербурзького архітектора Людвіга Шарлеманя як приміщення для інституту шляхетних панн.
Заснований 12 грудня 1818 року дружиною генерал-губернатора Полтавської і Чернігівської губерній М. Г. Рєпніна Варварою Олексіївною інститут шляхетних панн у Полтаві став першим серед губернських міст російської самодержавної імперії середнім навчальним закладом закритого типу для жінок-дворянок.
За столітній період діяльності дівочого інституту в ньому у різні роки працювали видатні діячі української, російської і чеської культур. Зокрема, понад 36 років здійснював постійний нагляд за навчальною роботою відомий український поет-байкар, колишній ректор харківського університету, професор П. П. Гулак-Артемовський. Довгі роки членом дворянської опікунської ради інституту працював видатний український і російський поет, драматург В. В. Капніст.
Мистецтва фортепіанної гри та італійського співу інституток навчали відомі піаністи и композитори, збирачі українського фольклору брати-чехи Єдлічки — Алоїз і Венцеслав.
Тут працювали викладачами художники Іван Зайцев, Катерина Рощина, Василь Волков, гравер Сплітстессер, викладав словесність зачинатель українського романтизму Левко Боровиковський. Дівочий інститут закінчили талановиті сестри Псьол — Глафіра й Олександра: одна — художниця, друга — поетеса.
З цих стін у 1861 році вийшла відома українська письменниця — демократ Любов Яновська. У різні роки інститут відвідували І. П. Котляревський, Т. Г. Шевченко, М. В. Гоголь, В. А. Жуковський, декабристи — брати Сергій та Матвій Муравйови-Апостоли.

### 20 століття
У січні 1918 року інститут шляхетних панн евакуювався до Владикавказа, де поклав початок заснуванню і розвитку міської жіночої гімназії. З 1918 року до 1930 року в центральному корпусі колишнього інституту розташовувалися землевпорядний технікум, дитячий притулок, школа садівництва та інші заклади, організації, установи.
У 30-х роках у системі новостворюваних вищих навчальних закладів, покликаних забезпечити стрімко зростаючу потребу в інженерно-будівельних кадрах для величезного будівельного майданчика, що ним став увесь СРСР, Полтава стала союзним центром підготовки інженерів сільськогосподарського будівництва. Відповідно до постанови уряду СРСР від 23 липня 1930 р. за № 237 про утворення нових вищих навчальних закладів, наркомат земельних справ українського уряду видав 19 серпня 1930 року наказ про утворення Полтавського інституту сільськогосподарського будівництва. Багата сільськогосподарськими традиціями й здобутками Полтавщина з 1920 року готувала в сільськогосподарському інституті (з факультетом сільськогосподарського будівництва) кадри для села. Саме цей факультет рішенням Полтавської міської ради переведено в приміщення колишнього інституту шляхетних панн — першотравневий проспект (нині проспект Віталія Грицаєнка), № 24 (центральний триповерховий корпус та два бокових одноповерхових, не з'єднані з центральним корпуси), яке стало місцем знаходження нового вищого навчального закладу.
Серед перших викладачів інституту — випускник київської політехніки, дипломник видатного вченого-інженера Є. О. Патона — М. С. Торяник, котрий заснував наукову школу залізобетону в інституті, Є. В. Платонов — випускник інституту інженерів шляхів сполучення в Петрограді заснував наукову школу з основ і фундаментів; колишній губернський архітектор міста Полтави Т. Я. Гардасевич — засновник наукової школи архітектурного проектування; суспільні дисципліни в інституті викладали О. К. Касименко, С. Ю. Данішев — у подальшому відомі вітчизняні історики. У 1933—1934 роках до складу нашого навчального закладу приєднано факультет сільськогосподарського будівництва саратовського інституту сільського будівництва разом із 200 студентами. Від 1934 р. бібліотеку інституту очолив Ю. Жилко — педагог за освітою, поет за покликанням.
У 1938 році він заарештований і розстріляний за рішенням особливої трійки УНКВС по Полтавській області з поширеним у ті часи звинуваченням в «антирадянській пропаганді». Незважаючи на пережиті втрати в часи Голодомору та репресій, Полтавський інститут інженерів сільськогосподарського будівництва впевнено долав своє перше десятиріччя. Кількість кафедр в інституті зросла, і в 1940 році вона становила вже 20 (математики, фізики, хімії, графіки, теоретичної механіки, будівельної механіки, будівельних матеріалів, будівельного виробництва та ін.). В інституті навчалося понад 500 студентів. За перші десять довоєнних років навчально-виховної діяльності колектив інституту підготував понад 800 дипломованих спеціалістів — інженерів-будівельників для села.

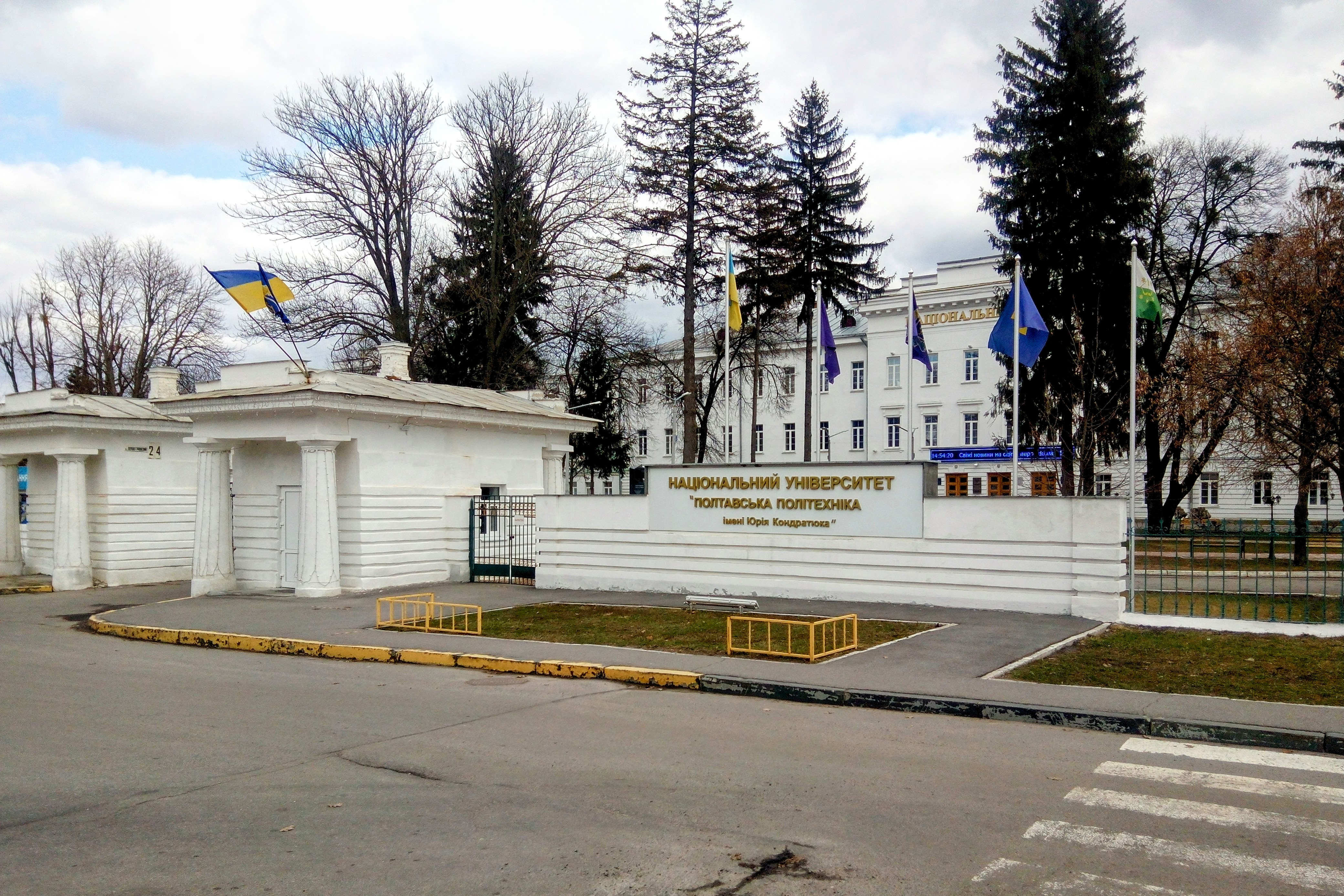
Головний вхід до університету з проспекту Віталія Грицаєнка

Із початком Німецько-радянської війни 22 червня 1941 року на плечі викладацького і студентського колективу, ректорату інституту лягла тяжка ноша відповідальності за евакуацію колективу в далекий Уральськ. Випускники-інженери, викладачі-чоловіки були мобілізовані для участі у боях із фашистами. Студенти, продовжуючи навчатись, доглядали поранених, заготовляли паливо.

Пам'ятна стела загиблим працівникам та студентам університету

19 жовтня 1943 року колектив інституту повернувся до Полтави, котру їм довелося відбудовувати так само, як зруйноване приміщення інституту. Перші післявоєнні десять років навчання викладачі і студенти працювали у пристосованих приміщеннях за адресою вул. Шевченка, 8. Разом із відбудовою зруйнованого приміщення інституту інженерів сільськогосподарського будівництва (від 1961 року — інженерно-будівельного інституту) зростав і мужнів колектив навчального закладу, зміцнювалася й розвивалася його матеріальна база.
Протягом 1954—1971 років відкриваються нові факультети; промислового та цивільного будівництва, архітектурний, санітарно-технічний, загальнотехнічний, заочний із вечірнім відділенням, підвищення кваліфікації, зусиллями ректорату в цей час організовується будівництво лабораторного, правого і лівого корпусів, нових гуртожитків для студентів. У ці роки успішно діяло студентське проектно-конструкторське бюро, створене ще в 1930 році.

### Сучасна історія університету
3 1992 року колектив навчального закладу реформується із монопрофільного будівельного інституту, який готував фахівців за 6 спеціальностями, в університет із підготовкою спеціалістів за 26 напрямами: економічного електромеханічного, екологічного, архітектурного, будівельного тощо. Копіткою роботою всього професорсько-викладацького колективу навчального закладу над підготовкою навчальних робочих програм та планів, навчально-лабораторної і матеріально-технічної бази, науково-методичної літератури створені передумови його успішної акредитації за IV, найвищим, міжнародним рівнем та перейменування його згідно з рішенням кабінету міністрів України від 29 серпня 1994 року на технічний університет. Згідно з указом Президента України № 302/2002 від 27 березня 2002 року університету надано статус «Національний».
21 червня 1997 року з нагоди відзначення 100-річчя від дня народження теоретика космонавтики Юрія Кондратюка, рішенням уряду навчальному закладу надано його ім'я.
З 27 березня 2002 Університет отримав статус «Національний» за рішенням Президента України. Відтоді він став Полтавським національним технічним університетом імені Юрія Кондратюка.
2 серпня 2019 року наказом Міністра освіти і науки України Лілії Гриневич Полтавський національний технічний університет імені Юрія Кондратюка перейменовано на Національний університет «Полтавська політехніка імені Юрія Кондратюка».

## Про університет
Понад 10 тисяч студентів навчаються на 42 спеціяльностях 8 факультетах Університету. Освітній процес підтримують 528 викладачів, 18 з яких мають почесні наукові звання, а також 12 академіків, 9 членів Академії наук України, 37 докторів наук (д-р), професорів, 386 кандидатів наук (КН), асистентів та 16 лавреатів Державної премії України в галузи науки і техніки
Університет володіє сучасними матеріяльно-технічними ресурсами. 9 навчальних корпусів із загальною площею 87 000 м², безпечні сприятливі умови для високоякісного навчання.
Бібліотека налічує приблизно 500 тисяч одиниць літератури, 5 читальних залів з 400 місцями, 55 навчальних лабораторій та 10 науково-дослідницьких, споряджених стаціонарним обладнанням, 26 комп'ютерних класів у розпорядженні студентів і викладачів.
Університетське містечко включає 5 гуртожитків для 2500 студентів. Також є санаторій-профілакторій для студентів і викладачів на 100 персон, їдальня, 9 спортивних залів і стадіонів, 2 новітніх поля зі штучним покриттям. Університет має навчально-оздоровчий комплекс на березі річки Ворскла.
На базі університету функціонує стартап школа.

### Студентське життя
Університет дбає не тільки про інтелектуальний, але і про культурний та духовний розвиток студентів. В Університеті діють 22 гуртки й колективи аматорської творчости, які відвідують 225 студентів. Це колективи танцю, хори, рок- і поп-групи, декілька солістів і духовий оркестр, відомий не тільки в Полтаві й регіоні, але і по всій країні. У гуртках зі студентами займаються заслужені діячі культури та мистецтв України.

## Структура
Структурні підрозділи НУ «Полтавська політехніка імені Юрія Кондратюка»:
- 4 навчально-наукових інститути, 2 факультети розташованих у Полтаві
- Два спеціалізовані коледжі — у Полтаві та у Миргороді
  - Відокремлений структурний підрозділ Миргородський фаховий коледж імені Миколи Гоголя Національного університету «Полтавська політехніка імені Юрія Кондратюка»
  - Відокремлений структурний підрозділ Полтавський коледж нафти і газу Національного університету "Полтавська політехніка імені Юрія Кондратюка"

### Інститути, факультети

#### Навчально-науковий інститут архітектури, будівництва та землеустрою[7]
- Кафедра будівельних конструкцій
  - Освітня програма «Проектування і спорудження об’єктів газонафтовидобувного комплексу» (Магістр)
- Кафедра будівництва та цивільної інженерії
  - Освітня програма «Водопостачання та водовідведення» (Магістр)
  - Освітня програма «Промислове і цивільне будівництво» (Магістр)
  - Освітня програма «Будівельний бізнес» (Магістр)
- Кафедра архітектури будівель та дизайну
  - Освітня програма «Архітектура та містобудування» (Бакалавр)
  - Освітня програма «Архітектура будівель і споруд» (Магістр)
  - Освітня програма «Дизайн архітектурного середовища» (Магістр)
  - Освітня програма «Містобудування» (Магістр)
  - Освітня програма «Міське будівництво та господарство» (Магістр)
- Кафедра автомобільних доріг, геодезії, та землеустрою
  - Освітня програма «Будівництво та цивільна інженерія» (Бакалавр)
  - Освітня програма «Геодезія та землеустрій» (Бакалавр, магістр)
  - Освітня програма «Автомобільні дороги, вулиці та дороги населених пунктів» (Магістр)
- Кафедра технологій будівництва
  - Освітня програма «Технології будівельних конструкцій, виробів і матеріалів» (Магістр)
- Кафедра містобудування та архітектури

Факультет готує фахівців у галузі архітектури понад 40 років. Свою історію він розпочав із 1966 року, коли з ініціативи проректора з навчальної роботи доцента О. Н. Могилата була відкрита спеціальність «Архітектура» і здійснено перший набір студентів. З метою якісної підготовки фахівців у 1971 році було створено архітектурний факультет, який у різні роки очолювали М. М. Педько, В. І. Марченко, В. Й. Хазін, Г. Л. Волик, В. М. Губарь, В. В. Русін, В. Г. Топорков. Біля витоків полтавської архітектурної школи стояли такі викладачі, як О. А. Шумилін, П. П. Казаков, З. О. Котлярова, Л. С. Вайнгорт, П. П. Черняховець, Н. П. Демиденко, Н. Г. Рудська, а також П. Г. Смелянець, В. М. Гатілов, В. В. Бичков, С. К. Саркісов та інші. Продовжують плідно працювати на факультеті професор Ніколаєнко В.А., доценти Трегубов К.Ю., Топорков В.Г., Дмитренко А.Ю., старші викладачі Конюк А.Є , Обідний О.Б. та ін.
Увесь багаторічний період існування архітектурної освіти у Полтавському національному технічному університеті можна умовно поділити на чотири етапи. 1966—1971 роки — це етап зародження і становлення. З 1971 року починається другий період у житті Полтавської архітектурної школи — період розвитку і визнання на рівні держави, її розквіту. Період, починаючи з 1993 року, коли архітектурний факультет був переведений до навчального корпусу колишнього зенітно-ракетного артилерійського училища, вважається наступним етапом його розвитку. З початком нового тисячоліття, тобто 2000 року, розпочинається сучасний етап функціонування архітектурного факультету, який отримує новий якісний поштовх у своєму розвитку. Нині підготовку бакалаврів, спеціалістів та магістрів на факультеті здійснюють фахівці вищої кваліфікації: 3 члени Академії архітектури України, народний художник України, 2 заслужених художники України, заслужений працівник культури, 4 доктори наук, професори, 25 кандидатів наук, доценти та досвідчені педагоги-практики. На факультеті працює аспірантура за спеціальностями 18.00.01 «Теорія архітектури, реставрація пам'яток архітектури», 18.00.02 «Архітектура будівель і споруд», 18.00.04 «Містобудування» для тих, хто бажає займатись науковою роботою та підвищити свій кваліфікаційний рівень після закінчення університету.  
У 2018 році  було створено навчально-науковий інститут архітектури та будівництва завдяки об’єднанню педагогічного і наукового потенціалу будівельного та архітектурного факультетів.
Будівельний факультет свого часу став витоком створення нашого навчального закладу. Фундаторами його були — В. О. Бродецький, К. В. Чупруненко. У наступні роки факультет очолювали: О. Н. Могилат, М. Т. Андрейко, С. Ф. Пічугін, П. Г. Горбенко, А. С. Виходцев, Ю. Й. Великодний, О. А. Шкурупій, О. А. Харченко, Л. Г. Щербінін, В. Ф. Пенц. З 2014 року факультет очолює доктор технічних наук, професор М. П. Нестеренко.
Спеціальності підготовки
Підготовка висококваліфікованих фахівців будівельної справи проводиться за такими освітніми рівнями
Бакалавр (кваліфікація: бакалавр будівництва) — освітньо-кваліфікаційний рівень фахівця, який на основі повної загальної середньої освіти здобув загальнотехнічну підготовку, фундаментальні та професійно-орієнтовані знання та уміння щодо свого напряму (базова вища освіта) і який здатний вирішувати типові професійні завдання, передбачені для відповідних посад, у певній галузі народного господарства.
Термін навчання — 4 роки.
Основні місця роботи: Бакалавр перш за все підготовлений до подальшого отримання повної вищої освіти у галузі будівництва. Він може займати посади низового інженерно-технічного персоналу і працювати під керівництвом інженера-будівельника, а за наявності виробничого досвіду самостійно на підприємствах і будівельних організаціях різної форми власності на посаді майстра або виконроба.
Магістр (кваліфікація: магістр зі спеціальності інженер-будівельник) — освітньо-кваліфікаційний рівень фахівця, який на основі кваліфікації бакалавра або спеціаліста здобув поглиблені спеціальні уміння та знання інноваційного характеру, має певний досвід їх застосування для вирішення проблемних професійних завдань у певній галузі народного господарства. Зазначена освітньо-професійна програма підготовки магістра включає поглиблену фундаментальну, гуманітарну, соціально-економічну, психолого-педагогічну, спеціальну та науково-практичну підготовку.
Термін навчання — 1,5 роки після здобуття освітньо-кваліфікаційного рівня «бакалавр».
Основні місця роботи: магістр має підготовку, зорієнтовану в основному на науково-дослідницьку та викладацьку роботу, але також може виконувати всі функції спеціаліста. Магістр має перевагу в конкурсах на заміщення посад наукових співробітників і викладачів.
На факультеті здійснюється підготовка спеціалістів за такими спеціальностями:
192 — «Будівництво та цивільна інженерія», 193 — «Геодезія та землеустрій».
Студенти спеціальності 192 — Будівництво та цивільна інженерія отримують фах за цією ж спеціальністю або за спеціалізаціями:
– промислове та цивільне будівництво;
– міське будівництво та господарство;
– технології будівельних конструкцій, виробів і матеріалів;
– автомобільні дороги та аеродроми;
– теплогазопостачання і вентиляція;
– водопостачання та водовідведення;
– раціональне використання і охорона водних ресурсів;
– сільськогосподарське будівництво;
– проектування і спорудження об'єктів газонафтодобувного комплексу;
– експлуатація, ремонт і підсилення конструкцій будівель та споруд..
Студенти спеціалізації «Промислове та цивільне будівництво» набувають навичок проектування, спорудження, експлуатації будівель та споруд, обстеження, оцінювання технічного стану, розробки заходів щодо їх ремонту та реконструкції. Студенти навчаються використовувати нормативну літературу, визначати технічний стан будівель, споруд і будівельних конструкцій, виконувати розрахунки нових конструкцій та таких, що підсилюються, виконувати креслення відповідно до діючих нормативних вимог.
Фахівці можуть виконувати роботу інженера-проектувальника в проектних організаціях, майстра, виконроба безпосередньо на будівництві, а також виступати замовником.
Спеціалізація «Міське будівництво та господарство».
Студенти набувають навичок раціонального проектування нових міських масивів та реконструкції існуючих, реконструкцію окремих будівель і споруд із урахуванням нормативних вимог до планування житлової забудови.
Фахівці можуть працювати на посадах інженерів-проектувальників в проектних організаціях, майстра, виконроба та інших.
Спеціалізація «Технологія будівельних конструкцій, виробів і матеріалів».
Студенти набувають навичок організації технологічного процесу виготовлення будівельних конструкцій, виробів та матеріалів із урахуванням техніко-економічних особливостей, сировинної бази, наявного устаткування.
Фахівці здатні виконувати професійну роботу інженера-технолога на заводах будівельних виробів або будівельних матеріалів і можуть займати посади: технолог, інженер, інженер-проектувальник, інженер-будівельник.
Спеціалізація «Автомобільні дороги та аеродроми».
Студенти набувають навичок проектування та реконструкцій автомобільних доріг та аеродромів в умовах постійного зростання інтенсивності руху, підвищення вантажопідйомності транспортних засобів, збільшення вимог до якості покриття та вимог до благоустрою прилеглої території.
Усі спеціальності факультету ліцензовані та акредитовані за IV рівнем. Основна форма підготовки студентів на факультеті — денне навчання. Студенти факультету на основі інтегрованих навчальних планів мають можливість за контрактною формою навчання паралельно, починаючи з 4-го курсу або після закінчення навчання, за 1,5-2 роки здобути другу вищу освіту зі спеціальностей економічного напряму в інституті післядипломної освіти, який створено при навчальному закладі.

#### Навчально-науковий інститут інформаційних технологій та робототехніки[8]
- Кафедра комп'ютерних та інформаційних технологій і систем
  - Освітня програма «Комп'ютерні науки»
  - Освітня програма «Комп'ютерна інженерія»
  - Освітня програма «Кібербезпека та захист інформації»
- Кафедра автоматики, електроніки та телекомунікацій
  - Освітня програма «Телекомунікації та радіотехніка»
  - Освітня програма «Телекомунікаційні системи та мережі»
  - Освітня програма «Електромеханічні системи автоматизації та електропривод»
  - Освітня програма «Відновлювальна електроенергерика та енергопостачання»
  - Освітня програма «Робототехніка та автоматизовані системи керування»
- Кафедра галузевого машинобудування та мехатроніки
  - Освітня програма «Автомобільний транспорт»
  - Освітня програма «Галузеве машинобудування»
  - Освітня програма «Прикладна механіка»
- Кафедра вищої та прикладної математики
  - Освітня програма «Прикладна математика»

#### Навчально-науковий інститут нафти і газу
- Кафедра нафтогазової інженерії та технологій
- Кафедра буріння та геології
- Кафедра теплогазопостачання, вентиляції та теплоенергетики
- Кафедра прикладної екології та природокористування
- Кафедра хімії та фізики

Передумовою розвитку нафтогазового напряму в Полтавському національному технічному університеті імені Юрія Кондратюка є географічне положення м. Полтави, яке розташоване у центрі Північно-Східного регіону України, в якому в наш час[коли?] видобувається, транспортується та переробляється близько 80 % нафти і газу. До регіону входять також значні частини територій Сумської, Харківської і Чернігівської областей, де проживають близько 8 млн громадян України. На цій території розташовані головні розвідувальні, бурові, видобувні, транспортувальні і переробні підприємства, на яких зможуть працювати випускники університету.
Підготовка фахівців з нафтогазової справи в Полтавському національному технічному університеті розпочалась ще у 1994 році з відкриттям на електромеханічному факультеті спеціальності «Обладнання нафтових і газових промислів». Пізніше у 2000 році було розпочато підготовку фахівців за спеціальністю «Видобування нафти і газу». У зв'язку з цим виникла потреба реформування, тому згідно із наказом № 104 від 05.06.2006 р по Полтавському національному технічному університету імені Юрія Кондратюка зі складу електромеханічного факультету було відокремлено факультет нафти і газу.
Особливу увагу керівництво університету приділяє тісному зв'язку з нафтогазовидобувними підприємствами м. Полтави та Полтавської області. Це дає можливість студентам факультету під час екскурсій та виробничих практик особисто ознайомитися з реаліями нафтогазового комплексу народного господарства України.
Напрямки та спеціальності підготовки
На факультеті нафти і газу здійснюється навчання студентів за такими спеціальностями:
«Теплоенергетика» та «Енергетичний менеджмент» (за спеціальністю в університеті підготовка фахівців здійснюється з 2012 р.)
освітньо-кваліфікаційний рівень: «бакалавр», «спеціаліст», «магістр»;
Випускник спеціальності «Теплоенергетика» одержує фундаментальну наукову і практичну підготовку в області проектування та експлуатації систем теплоенергопостачання. Високий рівень підготовки фахівців забезпечується висококваліфікованим складом викладачів випускаючої кафедри. Після отримання диплома бакалавра, крім роботи на виробництві, випускники можуть продовжити навчання в нашому університеті для здобуття освітньо-кваліфікаційних рівнів «спеціаліст», «магістр». Найкращі випускники, які мають глибокі знання та здібності до наукової роботи, після отримання диплома «магістра» мають можливість поступити до аспірантури для здобуття наукового ступеня кандидата та доктора технічних наук. Випускники інженери-теплоенергетики широкого профілю успішно працюють на підприємствах будь-якого напряму.
Більш детальну інформацію про спеціальності ви можете знайти на сайті кафедри: https://web.archive.org/web/20131017182649/http://teploenergetika.pl.ua/
або на сторінці вконтакті http://vk.com/teplo_pntu
«Теплогазопостачання та вентиляція»
освітньо-кваліфікаційний рівень: «бакалавр», «спеціаліст», «магістр»;
«Обладнання нафтових і газових промислів», напрям освіти «Інженерна механіка» (за спеціальністю в університеті підготовка фахівців здійснюється з 1994 р.): освітньо-кваліфікаційний рівень: «бакалавр», «магістр»;
кваліфікація фахівця: бакалавр інженерної механіки, інженер-механік, магістр інженерної механіки;
Випускаюча кафедра — обладнання нафтових і газових промислів.

#### Навчально-науковий інститут фінансів, економіки, управління та права
- Кафедра фінансів, банківського бізнесу та оподаткування
  - Освітня програма «Фінанси, банківська справа та страхування»
  - Освітня програма «Облік і оподаткування»
  - Освітня програма «Бізнес і оподаткування»
- Кафедра економічної теорії та економічної кібернетики
  - Освітня програма «Економічна кібернетика та аналітична економіка»
- Кафедра міжнародних економічних відносин та туризму
  - Освітня програма «Міжнародні економічні відносини»
  - Освітня програма «Туризм»
- Кафедра економіки, підприємництва та маркетингу
  - Освітня програма «Маркетинг»
  - Освітня програма «Економіка бізнесу»
- Кафедра менеджменту і логістики
  - Освітня програма «Менеджмент»
  - Освітня програма «Логістика»
  - Освітня програма «Менеджмент інформаційних технологій»
- Кафедра публічного управління, адміністрування та права
  - Освітня програма «Публічне управління та адміністрування»
  - Освітня програма «Право»

#### Гуманітарний факультет
- Кафедра українознавства, культури та документознавства
  - Освітня програма «Документознавство та інформаційна діяльність»
  - Освітня програма «Інформаційна аналітика та PR-діяльність»
- Кафедра германської філології та перекладу
  - Освітня програма «Галузевий переклад: англійська мова, німецька мова»
- Кафедра загального мовознавства та іноземних мов
  - Освітня програма «Середня освіта (англійська мова і друга іноземна мова)»
- Кафедра образотворчого мистецтва
  - Освітня програма «Образотворче мистецтво, декоративне мистецтво, реставрація»

Гуманітарний факультет заснований 29 травня 2012 року. У складі факультету функціонує шість кафедр: українознавства, культури та документознавства; фізичного виховання, спорту та здоров'я людини; філософії та соціально-політичних дисциплін; історії; іноземних мов; державного управління та права  та навчально-методичний центр дистанційної та післядипломної освіти. На факультеті здійснюється прийом на навчання за новими напрямами підготовки: «Документознавство та інформаційна діяльність», «Здоров'я людини» та «Філологія».

#### Факультет фізичної культури та спорту
- Кафедра фізичної культури та спорту
  - Освітня програма «Фізична культура і спорт»
- Кафедра фізичної терапії та ерготерапії
  - Освітня програма «Фізична терапія, ерготерапія»
- Кафедра психології та педагогіки
  - Освітня програма «Дошкільна освіта»
  - Освітня програма «Практична психологія»
- Кафедра фізичного виховання